# Fonction rationnelle

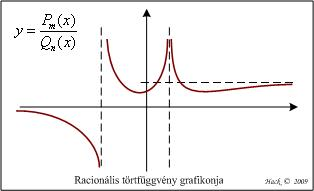
Graphe d'une fonction rationnelle

En mathématiques, une fonction rationnelle est une fonction définie par une fraction rationnelle, c'est-à-dire une fraction algébrique (en) dont le numérateur et le dénominateur sont des polynômes.

## Définition
En pratique, l'ensemble de définition est généralement {\displaystyle \mathbb {R} } (ensemble des réels) ou {\displaystyle \mathbb {C} } (ensemble des complexes). Si P et Q sont deux fonctions polynomiales et si Q n'est pas une fonction nulle, la fonction {\displaystyle f={\frac {P}{Q}}} est définie pour tout x tel que Q(x) ≠ 0 par 
{\displaystyle f(x)={\frac {P(x)}{Q(x)}}}
Une fonction qui n'est pas rationnelle est dite irrationnelle.
On parle de fonction rationnelle propre quand le degré du polynôme P est inférieur à celui de Q.

### Domaine de définition
Toute fonction polynomiale non nulle Q est acceptable mais la possibilité que pour un a donné, Q(a) = 0 implique que contrairement aux fonctions polynomiales, les fonctions rationnelles n'ont pas un domaine de définition toujours égal à K.  
Les racines du polynôme Q sont appelées pôles de la fonction rationnelle.
Exemple : soit
{\displaystyle f(x)={\frac {1}{x^{2}+1}}}
cette fonction est définie pour tout nombre réel x mais elle ne l'est pas pour tous les nombres complexes. Le dénominateur s'annule quand x = i et quand x = -i, où i est l'unité imaginaire.

### Degré
Le degré d'une fonction rationnelle s'obtient par la différence entre le degré du polynôme au numérateur et celui du polynôme au dénominateur :
{\displaystyle \mathrm {deg} (f)=\mathrm {deg} (P)-\mathrm {deg} (Q)}

## Utilisations
Les fonctions rationnelles sont utilisées en analyse numérique pour faire l'interpolation et le lissage de fonctions. L'approximation est bien adaptée aux logiciels d'algèbre symbolique et de calculs numériques car tout comme les polynômes, elles peuvent être évaluées efficacement tout en étant plus expressives que ceux-ci.
Une technique souvent utilisée est celle de l'approximant de Padé. L'approximant de Padé de la fonction exponentielle permet par exemple de montrer que si t est un nombre rationnel différent de 0, exp(t) est irrationnel. L'approximant de Padé est un outil aussi utilisé en analyse complexe, par exemple pour l'étude de série divergente.

## Décomposition en éléments simples
Toute fonction rationnelle se décompose sous la forme de la somme d'un polynôme et de fractions dont les dénominateurs sont des puissances entières de polynômes premiers et dont le degré du numérateur est inférieur à celui dudit polynôme.
En pratique, dans {\displaystyle \mathbb {C} }, toute fonction rationnelle se décompose sous la forme de la somme d'une fonction polynomiale et de fonctions de type {\displaystyle c \over (az+b)^{k}}. Dans {\displaystyle \mathbb {R} }, toute fonction rationnelle se décompose sous la forme de la somme d'une fonction polynomiale et de fonctions de types {\displaystyle c \over (ax+b)^{k}} ou {\displaystyle dx+e \over (ax^{2}+bx+c)^{k}} avec b2 – 4ac < 0 dans le second cas.
La décomposition en éléments simples permet de faciliter le calcul d'intégrales.

## Fonction rationnelle et fraction rationnelle
Du point de vue mathématique, il faut distinguer le polynôme qui est d'abord une expression formelle, et la fonction polynomiale sur un domaine donné. Ceci est également vrai pour les quotients de polynômes. En algèbre générale, on appelle fraction rationnelle un élément du corps des fractions d'un anneau de polynômes.  Pour poser cette définition, on doit partir d'un domaine d'intégrité (anneau commutatif unitaire intègre) R puis construire 
{\displaystyle R[X,Y,\ldots ,T],}
l'anneau des polynômes en X, Y, …, T. Cet anneau sera aussi un domaine d'intégrité. Il est alors possible de construire le corps des fractions de cet ensemble appelé ensemble des fractions rationnelles à coefficients dans R et d'indéterminées X, Y, …, T.

## Série de Taylor
Les coefficients de la série de Taylor d'une fonction rationnelle satisfont une relation de récurrence linéaire, que l'on peut expliciter par identification des coefficients de séries.
Par exemple, on pose
{\displaystyle {\frac {1}{1-x}}=\sum _{k=0}^{\infty }a_{k}x^{k}} ;
on a ensuite :
{\displaystyle 1=(1-x)\sum _{k=0}^{\infty }a_{k}x^{k}}
{\displaystyle 1=\sum _{k=0}^{\infty }a_{k}x^{k}-\sum _{k=0}^{\infty }a_{k}x^{k+1}}
{\displaystyle 1=\sum _{k=0}^{\infty }a_{k}x^{k}-\sum _{k=1}^{\infty }a_{k-1}x^{k}}
{\displaystyle 1=a_{0}+\sum _{k=1}^{\infty }(a_{k}-a_{k-1})x^{k}}.
L'identification des coefficients des séries (1 n'étant autre que la série {\displaystyle 1+\sum _{k=1}^{\infty }0\times x^{k}}) fournit alors les relations
{\displaystyle {\begin{cases}a_{0}=1\\\forall k\geq 1,a_{k}=a_{k-1}\end{cases}}}
qui conduisent finalement à {\displaystyle \forall k\geq 0,a_{k}=1}, c'est-à-dire {\displaystyle {\frac {1}{1-x}}=\sum _{k=0}^{\infty }x^{k}} : on a ainsi trouvé la série de Taylor de la fonction rationnelle {\displaystyle x\mapsto {\frac {1}{1-x}}}.